# Ting

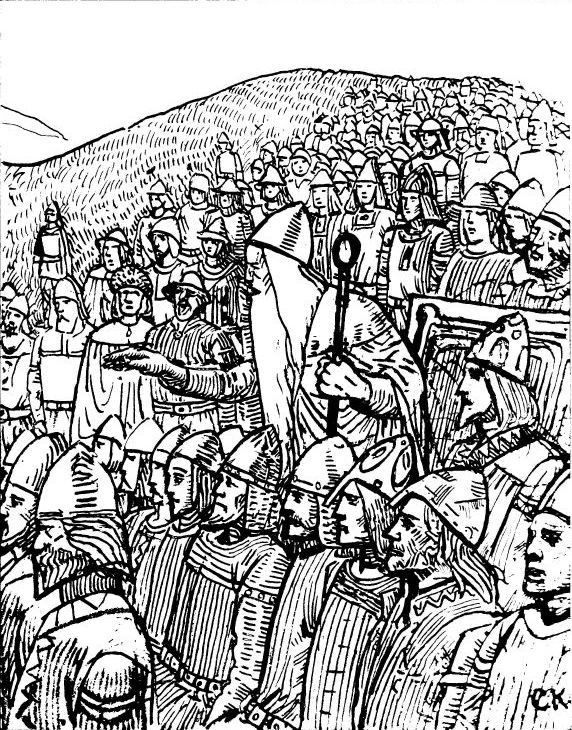
Ting em Upsália na Suécia

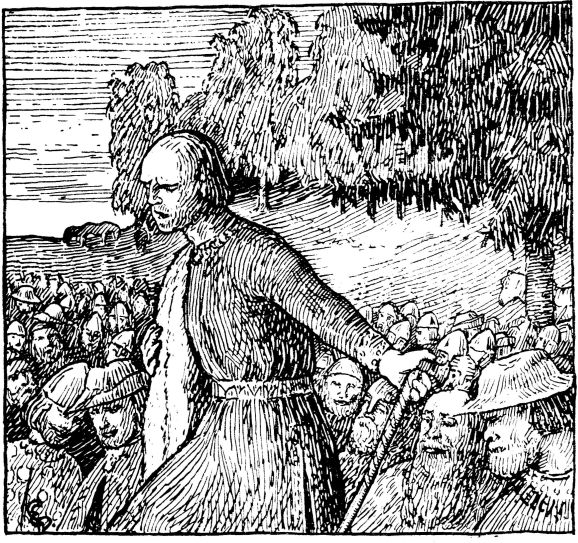
Ting em Rogalândia na Noruega
Ilustração de Halfdan Egedius na Heimskringla

A Ting — em dinamarquês e norueguês Ting, em sueco Allting, e em islandês Althingi — era uma assembleia de homens livres na Escandinávia, na Era Viquingue e na Idade Média, reunida para fazer leis, executar justiça e tomar decisões administrativas.
Na Ting, os camponeses podiam apresentar as suas queixas e reivindicações. A assembleia discutia o assunto, e proferia uma sentença. Se o queixoso não aceitasse a decisão, ele era expulso da sociedade.

Na Era Viking não existia a pena de prisão — mas sim multas, expulsão e degolação.
Ainda hoje, o termo sobrevive na Althingi (o Parlamento da Islândia), na Folketinget (o Parlamento da Dinamarca), na Stortinget (o Parlamento da Noruega), na Lagting (o Parlamento Regional das Ilhas Feroé) e na Lagtinget (o Parlamento Regional da Åland).